# スカイメロディ
スカイメロディはソフトバンクモバイルが提供していた、Yahoo!ケータイ対応携帯電話で利用できた着信メロディ配信サービスである。 1998年の東芝製品J-T01よりサービスインしている。2010年3月31日でサービスを終了した。

## 概要
- センターに電話して、希望の曲を選択すると、後からスカイメールで曲が配信される。かつてツーカー各社も同様のサービスを行っていたが、サービス停止の前に終了した。

## 特徴
アステル各社の「着信メロディ配信サービス」に倣ったものである。